# Wang Manli
Wang Manli (n. 17 martie 1973, Mudanjiang⁠(d), Republica Populară Chineză) este o sportivă ce a reprezentat Republica Populară Chineză, medaliată olimpică. A participat la 3 ediții ale Jocurilor Olimpice (1998, 2002, 2006) în care a câștigat o medalie de argint.